# Björn Höcke
Björn Höcke (Lünen, Renania del Norte-Westfalia, 1 de abril de 1972) es un docente y político alemán, miembro del partido Alternativa para Alemania (AfD). Es uno de los dos presidentes de la AfD en el estado de Turingia y, desde las elecciones parlamentarias de 2014, ha sido presidente del grupo parlamentario de su partido en el Parlamento Regional Turingio.

## Primeros años
Björn Höcke nació el 1 de abril de 1972 en Lünen, Westfalia. Sus abuelos eran alemanes expulsados de Prusia Oriental.

## Carrera política
Höcke fue brevemente miembro de la Junge Union, la organización juvenil de la CDU.
Como uno de los fundadores de AfD Turingia, se convirtió en miembro del Parlamento Regional Turingio, tras las elecciones estatales de 2014. Höcke es el líder de su grupo parlamentario en el parlamento regional y el portavoz de AfD Turingia.
Frauke Petry, la antigua figura principal de la AfD, consideraba que Björn Höcke era un "lastre para el partido". Sin embargo, Höcke consiguió imponerse dentro de la AfD y empujó a Frauke Petry fuera del partido.
En un mitin de la AfD en 2017, deploró la existencia de un "vergonzoso" monumento al Holocausto en Berlín y pidió que el país dejara de centrarse en su pasado nazi. Pide "un giro de 180 grados en la política conmemorativa de Alemania" y considera "un gran problema" que se describa a Adolf Hitler como "la encarnación del mal absoluto". Es vigilado por la inteligencia interna alemana porque "relativiza el nacionalsocialismo en su dimensión histórica". Una sentencia judicial alemana de 2019 subrayó que llamarle "fascista" no era una difamación.
En septiembre de 2019, en el marco de manifestaciones anti-AfD a pocos días de las elecciones estatales de Turingia, un tribunal administrativo de Meiningen dictaminó que Björn Höcke podía ser llamado “fascista” de forma legal. La decisión del tribunal se debió a la apelación de los manifestantes justo después de la prohibición que se les había impuesto de llamar “fascista” a Höcke.

## Posiciones políticas
Forma parte del ala nacional-conservadora de la AfD, y ha generado polémica por sus críticas al multiculturalismo y al islam. Sus declaraciones han sido catalogadas por medios y científicos sociales como populistas de derecha, identitarias y ultranacionalistas. Promete deportaciones masivas de inmigrantes (remigración), así como el cese de las ayudas sociales. También es antiambientalista y quiere prohibir las turbinas eólicas. Su facción dentro del partido se conoce como "Der Flügel" (el ala). Ha sido criticado por su gusto por el culto a la personalidad. 
Höcke es partidario del control de las fronteras europeas para responder a la crisis de refugiados y de limitar las leyes de asilo. Apoya el regreso a las monedas nacionales para poner fin a la crisis de la deuda europea.[cita requerida]